# 秦仲
秦仲（しんちゅう、？ - 紀元前822年）は、秦の襄公の祖父。公伯の子。

## 生涯
公伯の子として生まれる。
公伯3年（前845年）、父の公伯が亡くなると、その後を継いで秦の当主となった。
秦仲3年（前842年）、周の厲王が無道だったため、諸侯で叛く者が出始めた。西戎もこれに乗じて叛き、犬丘の大駱の一族を滅ぼした。
秦仲23年（前822年）、周の宣王が秦仲を大夫として西戎を討伐させたが、逆に秦仲は西戎に殺されてしまった。秦仲の死後は長子の荘公が継いだ。

## 参考資料
- 『史記』（秦本紀第五）